# Division légère
Pour les articles homonymes, voir Division légère (homonymie).
La division légère — en anglais : Light Division — est une ancienne unité militaire britannique, dissoute en 2007.
Division administrative de l'infanterie anglaise, la Division est créée en 1968 par la fusion de deux brigades administratives : les Light Infantry Brigade et Green Jackets Brigade. À cette époque, elle comprend deux grands régiments d'infanterie : Light Infantry avec quatre bataillons et Royal Green Jackets avec trois bataillons. L'année suivante, elle perdit déjà un bataillon et, en 1993, le gouvernement britannique décida d'en éliminer encore deux autres.
C'est pourquoi fin 2004 la division légère présente la forme suivante : deux bataillons du Light Infantry et deux autres du Royal Green Jackets.
En 2005, elle accueille deux nouvelles unités : le Devonshire and Dorset Light Infantry et le Royal Gloucestershire, Berkshire and Wiltshire Light Infantry.
En 2007, l’administration britannique fusionne toutes les unités pour former un super régiment de cinq bataillons d'infanterie légère baptisé The Rifles.